# جعفر مدرس صادقی
جعفر مدرّس صادقی (متولد ۱۳۳۳ در اصفهان)، نویسنده، مترجم و ویراستار ایرانی است.

## زندگی
جعفر مدرس صادقی در ۲۹ اردیبهشتِ سال ۱۳۳۳ در اصفهان متولد شد. تحصیلات دبیرستانی‌اش را در اصفهان به پایان رسانید و سال ۱۳۵۱ برای ادامه تحصیلات به تهران رفت. مدرس صادقی از ٢٣ سالگی وارد مطبوعات شد و کارش را با گزارش‌نویسی در روزنامه اطلاعات شروع کرد. او سپس از سال ١٣۵٣ به آیندگان رفت و در سرویس فرهنگی به کار ترجمه، معرفی و نقد کتاب پرداخت.
با انتشار رمان گاوخونی به شهرت رسید. این رمان سال ۱۹۹۶ به انگلیسی ترجمه و در آمریکا منتشر شد. همچنین به زبان‌های عربی و کردی نیز ترجمه شده‌است. بهروز افخمی نیز سال ١٣٨٣ فیلمی بر اساس آن ساخت که یک سال بعد در بخش «دو هفته با کارگردانان» جشنواره فیلم کن به نمایش درآمد. از رمان‌های دیگر مدرس صادقی که به انگلیسی ترجمه شده کلهٔ اسب است.

## سانسور
مدرس صادقی سال ١٣٩٣ در گفتگویی با علیرضا غلامی در تجربه از سانسور گلایه می‌کند و از جمله می‌گوید: «وقتی که کتاب می‌رود برای مجوز، نوبت می‌رسد به دلواپسی‌ها و این که آیا گیر می‌کند یا نه و چه‌گیری می‌دهند. این معطلی و انتظار و بلاتکلیفی بزرگترین لطمه‌ای بوده‌است که سانسور به من زده است. من کلهٔ اسب را سال ١٣٦٠ و ١٣٦١ نوشتم، اما کتاب سال ١٣٧٠ درآمد. سفر کسرا را سال ١٣٦٢ نوشتم، اما سال ١٣٦٨ درآمد. این معطلی‌ها، خب، خیلی بد بود.»
او در این گفتگو نظر خودش را دربارهٔ سانسور به صراحت بیان می‌کند و می‌گوید: «سانسور به کلی باید برداشته شود، چه قبل از چاپ چه بعد از چاپ، و نویسنده خودش باید پاسخگوی آن چیزی باشد که به چاپ می‌رساند. وقتی که دولت می‌گوید کتاب را قبل از چاپ بدهید به من ببینم و تا قبل از این که مجوز نداده‌ام حق ندارید منتشر کنید، یعنی این که به ناشر اعتماد ندارد و به نویسنده اعتماد ندارد و می‌ترسد که مبادا توطئه‌ای از جانب آن‌ها در کار باشد.»
مدرس صادقی در پاسخ به این سؤال که برای سانسور نشدن چه می‌کند گفته است: «هیچ کاری نمی‌کنم. یعنی تا قبل از این که کتاب برود برای چاپ و برود ارشاد، اصلاً به این قضیه فکر نمی‌کنم... من چه‌کار دارم به این که بعداً چه خواهد شد؟ من فعلاً دارم کار خودم را می‌کنم. غم همین امروز من برای هفت پشت من کافی است و پشت من را دارد تا می‌کند. چرا باید غصه فردا را بخورم که هنوز نیامده است؟ وقتی که آمد، آن‌وقت یک فکری به حالش می‌کنیم. اگر بشود یک فکری کرد و یک کاری کرد. وگرنه انتظار می‌کشیم و صبر پیشه می‌کنیم. همان کاری که تا حالا کرده‌ایم. و این داستان همچنان ادامه دارد.»

### رمان‌ها
- نمایش، نشر روزگار ما، ۱۳۵۹
- گاوخونی، نشر نو، ۱۳۶۲ / نشر مرکز، ۱۳۷۰
- بالون مهتا، نشر اسپرک، ۱۳۶۸
- سفر کسرا، نشر ایفاد، ۱۳۶۸ / انتشارات نیلوفر، ۱۳۷۰
- ناکجاآباد، نشر نقره، ۱۳۶۹
- کلهٔ اسب، نشر مرکز، ۱۳۷۰
- شریک جرم، نشر مرکز، ۱۳۷۲
- عرض حال، نشر مرکز، ۱۳۷۶
- شاه‌کلید، نشر مرکز، ۱۳۷۸
- من تا صبح بیدارم، نشر مرکز، ۱۳۸۲
- دیدار در حلب، نشر مرکز، ۱۳۸۳
- آب و خاک، نشر مرکز، ۱۳۸۴
- بیژن و منیژه، نشر مرکز، ۱۳۸۷
- توپ شبانه، نشر مرکز، ۱۳۸۸
- خاطرات اردی‌بهشت، نشر مرکز، ۱۳۹۳
- روزنامه‌نویس، نشر مرکز، ۱۳۹۳
- کافه‌ای کنار آب، نشر مرکز، ۱۳۹۴
- بهشت و دوزخ، نشر مرکز، ۱۳۹۵
- سرزمین عجایب، نشر مرکز، ۱۳۹۶

### مجموعه داستان‌های کوتاه
- بچه‌ها بازی نمی‌کنند، بی نا، ۱۳۵۶
- قسمت دیگران و داستان‌های دیگر، نشر نقره، ۱۳۶۴
- دوازده داستان، نشر مرکز، ۱۳۶۹
- کنار دریا، مرخصی و آزادی، نشر مرکز، ۱۳۷۷
- آن‌طرف خیابان، نشر مرکز، ۱۳۸۱
- وقایع اتفاقیه، نشر مرکز، ۱۳۸۵

### ویرایش
- ترجمهٔ تفسیر طبری، نشر مرکز، ۱۳۷۲
- مقالات مولانا، نشر مرکز، ۱۳۷۲
- مقالات شمس، نشر مرکز، ۱۳۷۳
- تاریخ سیستان، نشر مرکز، ۱۳۷۳
- سیرت رسول‌اللَّه، نشر مرکز، ۱۳۷۳
- عجایب‌نامه، نشر مرکز، ۱۳۷۵
- قصه‌های شیخ اشراق، نشر مرکز، ۱۳۷۵
- تاریخ بیهقی، نشر مرکز، ۱۳۷۷
- سرگذشت حاجی‌بابای اصفهانی، نشر مرکز، ۱۳۷۹
- صادق هدایت داستان‌نویس، نشر مرکز، ۱۳۸۰
- تفسیر عتیق نیشابوری، بنیاد آفرینشهای هنری نیاوران، ۱۳۸۰
- سفرنامهٔ ناصرخسرو، نشر مرکز، ۱۳۹۸

### ترجمه‌ها
- لاتاری، چخوف و داستان‌های دیگر، نشر مرکز، ۱۳۷۱

هفت داستان کوتاه از شرلی جکسن، آن تایلر، آن بیتی، جان آپدایک، ریموند کارور، توبیاس وولف و کازوئو ایشی‌گورو، به اضافهٔ شش مقاله.

### رساله
- اندر آداب نوشتار، نشر مرکز، ۱۳۹۰

تحلیل و تأملی بر نوشتار فارسی و رسم‌الخط و نقطه‌گذاری که در آن مدرس صادقی از زوایای مختلف به بررسی موضوع می‌پردازد و نظرات مختلف صاحب‌نظران قدیم و جدید را مطرح می‌کند و می‌توان گفت به دنبال یک راه میانه برای حل اختلافات موجود بر سر رسم‌الخط فارسی هم بوده‌است.